# Augusto Muscella
Augusto Muscella (Velletri, 7 settembre 1923 – ...) è stato un poeta e scrittore italiano.

## Biografia
Augusto Muscella ha fatto studi classici a Roma, dove vive ed opera. Seguendo la sua vocazione ha iniziato a scrivere prose e poesie all'età di quindici anni. Nei suoi lavori veniva spesso incoraggiato e stimolato dallo zio Francesco Jovine che ne apprezzava vivamente il talento.
Le sue prime pubblicazioni risalgono al 1950. Collabora da molti anni con opere poetiche, con racconti e con saggi a diversi periodici e riviste culturali italiane.
Le sue poesie ed i suoi scritti sono presenti nel volume Storia della Letteratura Italiana Contemporanea di Bonifazi e Luri - Ed. Helicon Arezzo, 2003, oltre che in antologie poetiche, riviste e testi per le scuole.
Il 13 novembre 1984 a Palazzo Venezia ha conseguito il Gran Premio Internazionale "Galassia" Accademia in Roma, riportando il seguente giudizio: "Scrittore e poeta autentico e profondo, ricco di contenuti gagliardi ed evocativi, spesso alla ricerca della natura divina insita nell'uomo. Si esprime a volte realisticamente, a volte simbolicamente, con un lirismo suggestivo e fantasioso: La ricchezza del lessico fa corona alla densità del messaggio sempre originale e ben intessuto che innalza la sua lirica a valori artistici universali". Il 14 novembre 1985, nella sala della Protomoteca in Campidoglio gli è stato conferito il Cimento d'Oro dell'Arte e della Cultura con la seguente motivazione: "È l'esperienza quotidiana in un contesto di sofferta compartecipazione a dar vita ad una versificazione che, pur con accenti classicheggianti, si muove su di un binario di coerenza stilistica ed emozionale. Frutto di studio e d'esperienza ma anche e soprattutto di limpidezza ispirativa"

## Opere principali

### Poesia
- Tempo e stagioni Ed. Centro Letterario del Lazio
- La Statua è pietra Ed. Centro Letterario del Lazio
- Spazio per un colloquio Ed. Centro Letterario del Lazio
- Tre dimensioni Ed. Nuova Impronta, Roma, 1996
- Sette giorni di storia
- Orizzonti Ed. La Conca, Roma, 1998.

### Racconti
- Cromatismi (racconti)

### Altro
- Vivere due volte (diari di guerra)